# Джон Френч (хокеїст на траві)
Джон Френч (англ. John French, 26 липня 1946) — британський хокеїст на траві. Грав за клуб «Талс Гілл». Учасник літніх Олімпійських ігор 1972 в Мюнхені, де його збірна посіла 6-те місце. Зіграв 8 матчів і забив 1 гол у ворота збірної Нової Зеландії. 